# Kac Wawa (singel)
Kac Wawa – piosenka rockowa polskiej piosenkarki Dody, promująca film o tym samym tytule.

## Historia powstania
Piosenka pt. „Kac Wawa” powstała na przełomie listopada i grudnia 2011. Kompozytorem i producentem piosenki jest Mateusz Łapot, współkompozytorem Marcin Nierubiec. Autorami tekstu są Dorota Rabczewska oraz Marcin Mendel. Premierowe wykonanie piosenki na żywo odbyło się 27 lutego 2012 podczas uroczystej premiery filmu Kac Wawa. Powstała również anglojęzyczna wersja singla, która nigdy nie została wydana. Zaprezentowane zostały jedynie jej dwa fragmenty w wersjach demo.

## Teledysk
W teledysku Doda rozstaje się przez telefon z Borysem Szycem. Z tej okazji, zamiast siedzieć i topić samotnie smutki, wybiera inne rozwiązanie – organizuje ostrą imprezę i zaprasza znajomych. W apartamencie (tym samym, w którym kręcono większość scen do „Kac Wawa”) pojawiają się przyjaciele gwiazdy – Mariusz Ząbkowski i Aneta Radzimirska. Po udanej domówce Doda zabiera znajomych na miasto, do klubu, gdzie bawią się do białego rana.
Klip został wybrany najlepszym teledyskiem lutego 2012 przez portal Onet.pl.